# EC50

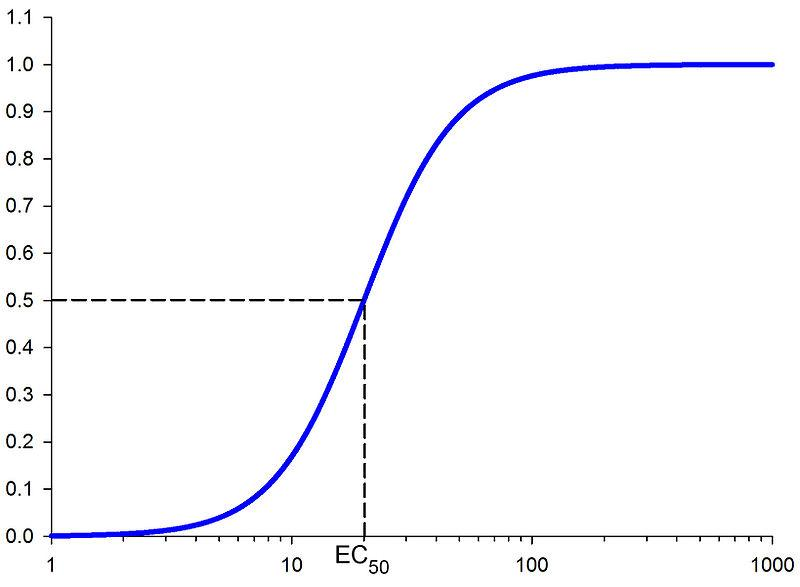
Типичная сигмоидная кривая «концентрация-эффект». Концентрация лиганда отложена по горизонтальной оси, отношение зарегистрированного эффекта к максимально возможному — по вертикальной. Значение EC_{50} совпадает с точкой перегиба кривой.

EC50 или полумаксимальная эффективная концентрация, означает концентрацию лиганда, которая вызывает эффект, равный половине максимального возможного для данного лиганда после истечения некоторого промежутка времени. Данная величина обычно используется в качестве характеристики мощности действия лиганда.
EC50 градуированной кривой концентрация-эффект, таким образом, представляет концентрацию соединения, при воздействии которой наблюдается эффект, равный половине его максимального эффекта; EC50 квантованной кривой доза-эффект представляет концентрацию соединения, что вызывает ожидаемый эффект у 50 % особей подопытной популяции.
EC50 обычно используется при исследовании действия агонистов или стимуляторов, в то время как при исследовании эффектов антагонистов, или исследовании конкурентного взаимодействия веществ, чаще используют родственный показатель IC50.
Зависимость эффекта от концентрации обычно описывается сигмоидной кривой, быстро растет на коротком промежутке изменения концентраций. Точка перегиба этой кривой совпадает со значением EC50 (см. рисунок).

## Уравнение
Для нахождения EC50 используется много уравнений различного вида. Например:
{\displaystyle Y=Bottom+{\frac {Top-Bottom}{1+({\frac {X}{EC_{50}}})^{-\mathrm {Hillcoefficient} }}}}, где
Y — экспериментальное значение эффекта, Bottom — самое низкое значение эффекта, который наблюдался, Top — самое высокое значение эффекта, который наблюдался, а Hill coefficient (коэффициент Хилла) характеризует наклон кривой.

## Ограничение
Эффект лиганда обычно зависит от времени, в течение которого данный лиганд действовал. Таким образом, EC50 зависит от временного промежутка, по истечении которого фиксируется эффект. Вид функции зависимости эффекта от времени зависит от многочисленных безразмерных величин, таких как характеристики распределения лиганда в органе или ткани, механизма действия, общего состояния организма, и т. д. Такая форма зависимости эффекта от времени существенно затрудняет сравнение эффективности или токсичности веществ, поэтому обычно для таких сравнений выбирают некоторый фиксированный промежуток времени, отводимого на развитие эффекта.